# Campionati mondiali di karate 1970
La prima edizione dei campionati mondiali di karate è stata organizzata a Tokyo nel 1970. Prevedeva solo due prove maschili. Alla competizione hanno partecipato 178 karateka provenienti da 33 paesi del mondo.

## Medagliere
| Posizione | Paese       | Oro | Argento | Bronzo | Totale |
| --------- | ----------- | --- | ------- | ------ | ------ |
| 1         | Giappone    | 2   | 1       | 1      | 4      |
| 2         | Canada      | 0   | 1       | 0      | 1      |
| 3         | Stati Uniti | 0   | 0       | 1      | 1      |
| 3         | Francia     | 0   | 0       | 1      | 1      |

## Risultati

### Prova individuale
| Posizione | Karateka         |
| --------- | ---------------- |
| 1         | Kouji Wada       |
| 2         | John Carnio      |
| 3         | Tonny Tullener   |
| 3         | Dominique Valera |

### Prova a squadre
| Posizione | Nazione            |
| --------- | ------------------ |
| 1         | Giappone squadra E |
| 2         | Giappone squadra C |
| 3         | Giappone squadra B |

## Fonti
- Sito della Federazione Mondiale di Karate, su wkf.net. URL consultato il 13 giugno 2008 (archiviato dall'url originale il 13 giugno 2008).